# Color TV-Game
Color TV-Game是任天堂於1977年至1980年制造的一系列家用专用游戏机。系列有五种不同的主机，都仅在日本开发并发行。總計銷量約250至300萬。

## 詳細

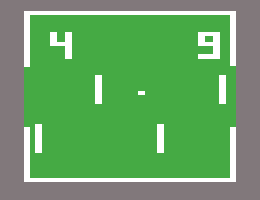
Color TV-Game 6及Color TV-Game 15的其中一款遊戲畫面

### Color TV-Game 6

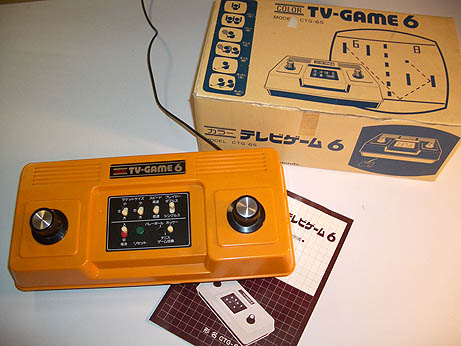
Color TV-Game 6

Color TV-Game 6於1977年發售，由任天堂與三菱電機共同研發，三菱電機負責提供處理器及部分零件，而任天堂則負責餘下主機部份及設計所有遊戲。售價為9,800日元，內置6款遊戲，而遊戲控制器直接連接至主機，銷量約100萬。此外，此機種亦發行使用C型電池作為能源的型號，但數量不多。

### Color TV-Game 15

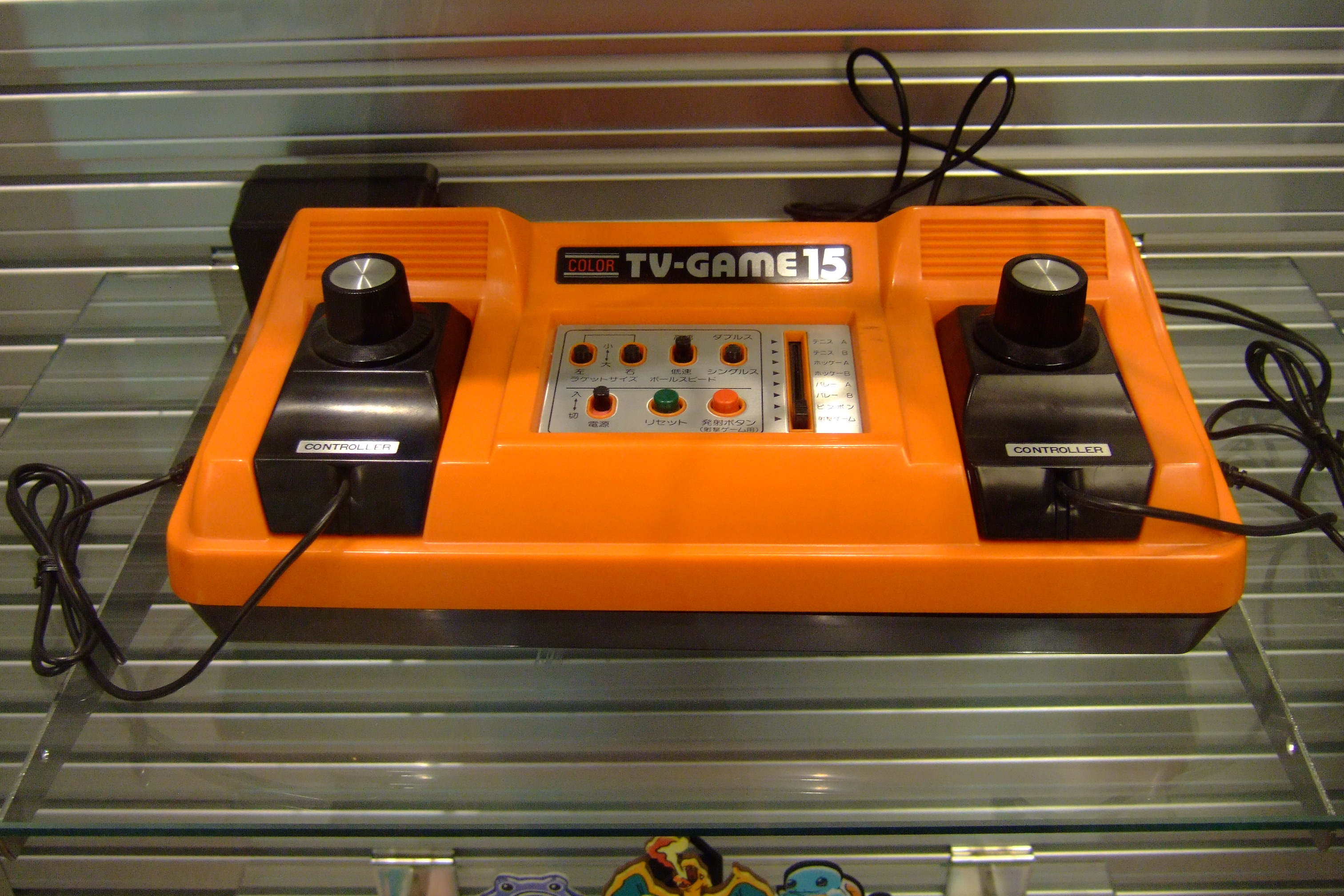
Color TV-Game 15

Color TV-Game 15同樣於1977年發售，遊戲數量增加至15款，遊戲控制器亦改為使用電線連接，售價增加至15,000日元，銷量約100萬。此機種發行了兩款不同顏色的型號，但除了顏色配置外，兩者差異不大。

### Color TV-Game Racing 112

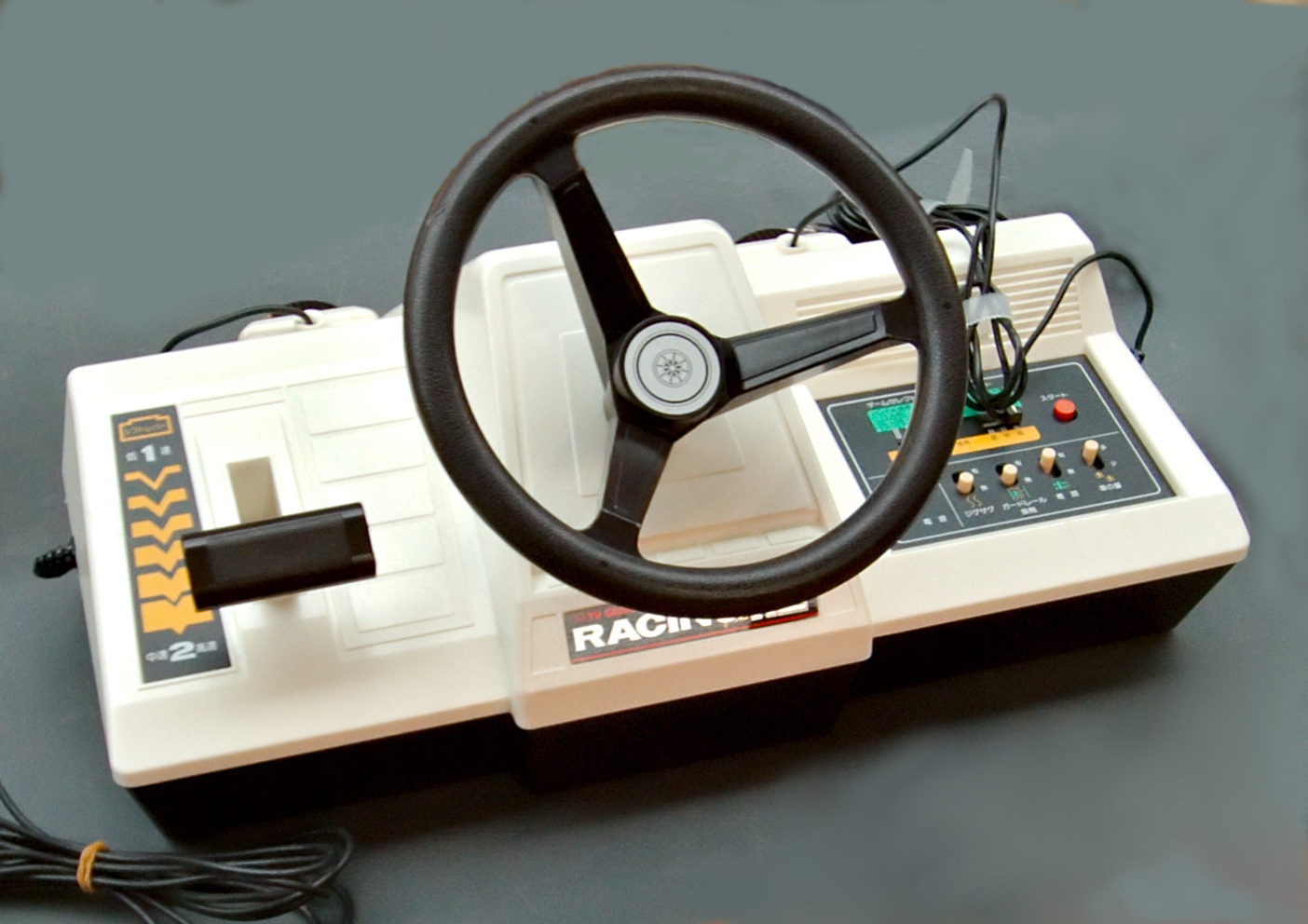
Color TV-Game Racing 112

任天堂在Color TV-Game 6及Color TV-Game 15的成功後，開始涉足家用遊戲機市場。Color TV-Game Racing 112於1978年發售，主機包括一個方向盤，可以控制速度的手動變速器及一些設定按鈕。內置112款俯視式的賽車遊戲。售價為12,800日元，由於內容偏向單一，銷量只有約16萬。

### Color TV-Game Block Breaker

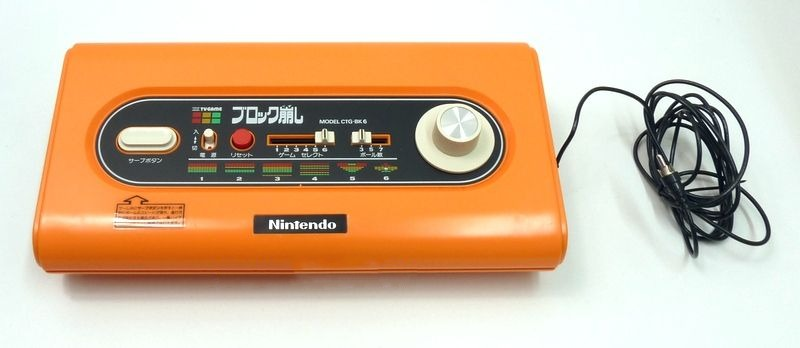
Color TV-Game Block Breaker

1979年，任天堂推出第一部完全由自家研發的家用遊戲機，Color TV-Game Block Breaker。遊戲內容為雅達利開發的街機遊戲Breakout（打磚塊遊戲），售價為13,500日元。不過由於此家用遊戲機的開發時間比原本預計的多，因此最終銷量只有約40萬。

### Computer TV-Game

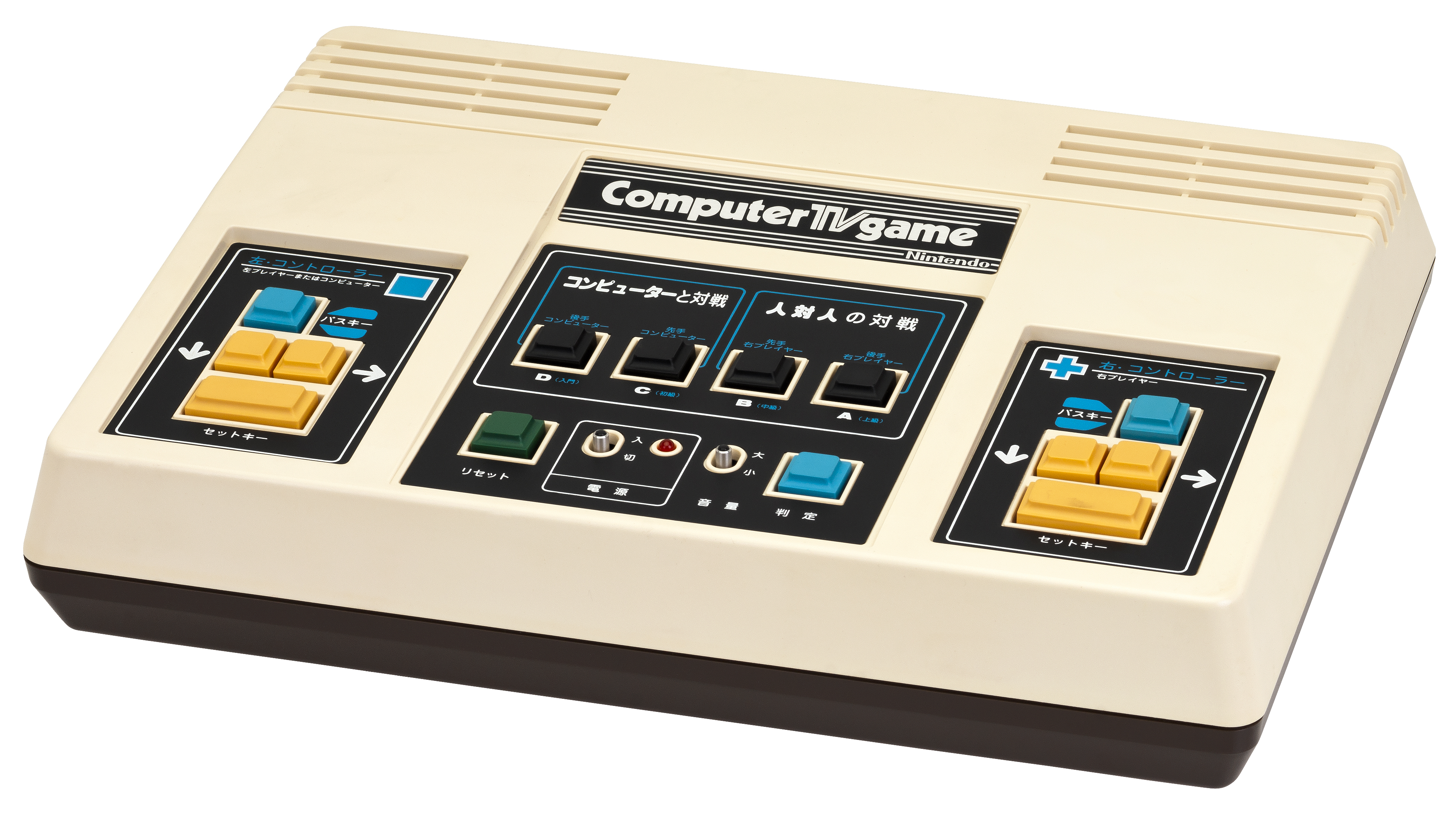
Computer TV-Game

Color TV-Game系列最後一款為1980年發售的Computer TV-Game。此家用遊戲機改良由任天堂遊戲中心的對戰遊戲奧賽羅棋。由於底板採用與街機相同的型號，因此使用的變壓器亦與之前4款Color TV-Game不同，而整部家用遊戲機的重量亦高達2公斤。加上售價高達48,000日元，銷量為任天堂史上最差。不過由於售出的數量很少，現在獲收藏人士稱為「幻之家用遊戲機」。

## 外部連結
- Color TV-Game 6及15廣告（页面存档备份，存于）